# 護國軍棉花坡戰場遺跡
護國軍棉花坡戰場遺跡位於四川省瀘州市納溪區，文物遺址年代判定為1916年。2007年6月1日公佈為四川省第七批文物保護單位。